# آنتونی الکاراز
آنتونی الکاراز (اسپانیایی: Antolín Alcaraz‎؛ زادهٔ ۳۰ ژوئیهٔ ۱۹۸۲) یک بازیکن فوتبال اهل پاراگوئه است.
وی همچنین در تیم ملی فوتبال پاراگوئه بازی کرده‌است.